# Rançon d'Älvsborg

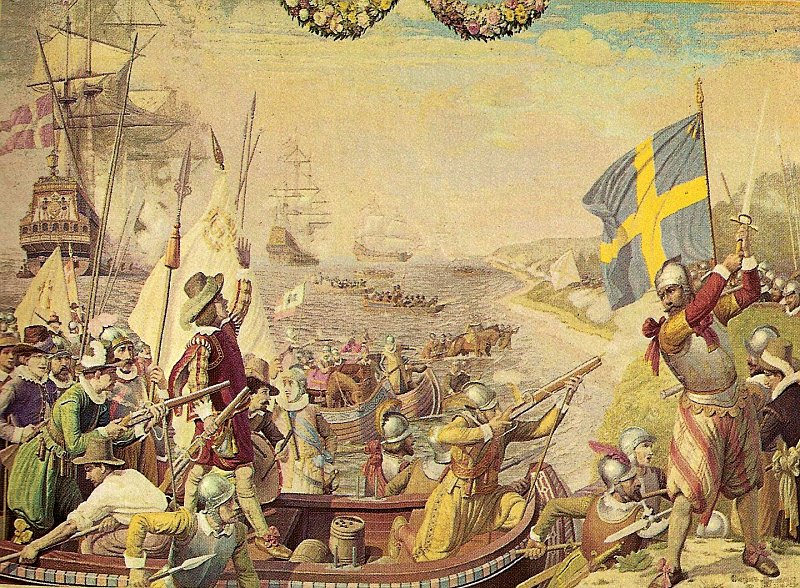
Illustration de 1611 montrant les débuts de la guerre de Kalmar.(Goblins).

La rançon d'Älvsborg est une clause de 1613  du traité de Knäred, dans laquelle le royaume du Danemark-Norvège s'engage à rendre au royaume de Suède la forteresse d'Älvsborg en échange d'un million de Riksdaler, introduisant ainsi un régime de taxation. Ce traité met fin à la guerre de Kalmar opposant le Danemark à la Suède.
La Suède connaît d'importantes difficultés financières à la suite de ce conflit.